# Município Cambulo
Município Cambulo är en kommun i Angola.   Den ligger i provinsen Lunda Norte, i den nordöstra delen av landet, 900 km öster om huvudstaden Luanda.
I omgivningarna runt Município Cambulo växer huvudsakligen savannskog. Runt Município Cambulo är det mycket glesbefolkat, med 4 invånare per kvadratkilometer.